# General Escobedo
Pour les articles homonymes, voir Escobedo.
General Escobedo ou plus simplement Escobedo est une ville de l'état du Nuevo León au Mexique, dans la banlieue nord de Monterrey.
La population était de 363 436 habitants en 2010.
La ville a été fondée en 1604.
La ville accueille l'aéroport secondaire de Monterrey, l'aéroport International del Norte.